# Puig dels Moros (Vallestàvia)
El Puig dels Moros és una muntanya de 1.206,7 m alt del límit dels termes comunals d'Estoer i Vallestàvia, tots dos de la comarca del Conflent, a la Catalunya del Nord.
És a l'extrem nord-occidental del terme de Vallestàvia i al nord-oriental del d'Estoer. És al sud de la Collada dels Cabrits i al nord de la Collada d'en Jaume. El Cortal d'en Guillamara, o Ixart, és en el seu vessant oest.